# Stora Ulvsjön, Dalarna
Stora Ulvsjön är en sjö i Borlänge kommun och Säters kommun i Dalarna och ingår i Dalälvens huvudavrinningsområde. Sjön har en area på 4,84 kvadratkilometer och ligger 168,1 meter över havet. Sjön avvattnas av vattendraget Tunaån (Flokån).

## Delavrinningsområde
Stora Ulvsjön ingår i det delavrinningsområde (669266-148087) som SMHI kallar för Utloppet av Stora Ulvsjön. Medelhöjden är 223 meter över havet och ytan är 27,69 kvadratkilometer. Räknas de 37 avrinningsområdena uppströms in blir den ackumulerade arean 268,7 kvadratkilometer. Tunaån (Flokån) som avvattnar avrinningsområdet har biflödesordning 2, vilket innebär att vattnet flödar genom totalt 2 vattendrag innan det når havet efter 222 kilometer. Avrinningsområdet består mestadels av skog (71 procent). Avrinningsområdet har 4,67 kvadratkilometer vattenytor vilket ger det en sjöprocent på 16,8 procent.